# Adesmus griseus
Adesmus griseus är en skalbaggsart som först beskrevs av Aurivillius 1900.  Adesmus griseus ingår i släktet Adesmus och familjen långhorningar.
Artens utbredningsområde är Venezuela. Inga underarter finns listade i Catalogue of Life.